# Bereni
Bereni (Székelybere en hongrois) est une commune roumaine du județ de Mureș, dans la région historique de Transylvanie et dans la région de développement du Centre.

## Géographie
La commune de Bereni est située à l'est du județ, dans la vallée de la Niraj, au bord de la Nirajului Mic, à 6 km de Miercurea Nirajului et à 26 km à l'est de Târgu Mureș, le chef-lieu du județ.
La commune est née en 2004 après sa séparation d'avec la commune de Măgherani.
La municipalité est composée des sept villages suivants (population en 2002) :
- Bâra (163) ;
- Bereni (251), siège de la municipalité ;
- Cându (111) ;
- Drojdii (143) ;
- Eremieni (227) ;
- Maia (190) ;
- Mărculeni (271).

## Histoire
La première mention écrite du village date de 1569. Tous les villages de la commune sont des villages sicules.
La commune de Bereni a appartenu au royaume de Hongrie, puis à l'empire d'Autriche et à l'Empire austro-hongrois.
En 1876, lors de la réorganisation administrative de la Transylvanie, elle a été rattachée au comitat de Maros-Torda.
La commune de Bereni a rejoint la Roumanie en 1920, au traité de Trianon, lors de la désagrégation de l'Autriche-Hongrie. Elle a été de nouveau occupée par la Hongrie de 1940 à 1944, période durant laquelle sa petite communauté juive fut exterminée par les Nazis. Elle est redevenue roumaine en 1945.

## Politique
Le conseil municipal de Bereni compte 9 sièges de conseillers municipaux. À l'issue des élections municipales de juin 2008, Károly Máiláth (UDMR) a été élu maire de la commune.
| Parti                                      | Nombre de conseillers |
| ------------------------------------------ | --------------------- |
| Union démocrate magyare de Roumanie (UDMR) | 6                     |
| Parti civique hongrois (PCM)               | 2                     |
| Candidat indépendant                       | 1                     |

## Démographie
En 1900, les villages comptaient 12 Roumains (0,41 %), 2 897 Hongrois (98,24 %) et 8 Allemands (0,27 %).
En 1930, on recensait 1 Roumain (0,03 %), 2 872 Hongrois (98,26 %), 8 Juifs (0,27 %) et 42 Tsiganes (1,44 %).
En 2002, 31 Roumains (2,29 %) côtoient 1 245 Hongrois (91,81 %) et 80 Tsiganes (5,90 %).
| 1850  | 1880  | 1900  | 1910  | 1930  | 1956  | 1977  | 1992  | 2002  |
| ----- | ----- | ----- | ----- | ----- | ----- | ----- | ----- | ----- |
| 2 313 | 2 667 | 2 915 | 2 949 | 2 923 | 2 911 | 2 062 | 1 452 | 1 356 |

| 2007  | - | - | - | - | - | - | - | - |
| ----- | - | - | - | - | - | - | - | - |
| 1 224 | - | - | - | - | - | - | - | - |

## Économie
L'économie de la commune repose sur l'agriculture.

## Lieux et monuments
- Bereni, temple réformé de 1842.

- Bâra, église du XIVe siècle.